# Coppa del mondo di ciclocross 2013-2014
La Coppa del mondo di ciclocross 2013-2014, ventunesima edizione della competizione, si svolge tra il 20 ottobre 2013 e il 26 gennaio 2014.

## Uomini Elite

### Risultati
| # | Data        | Città          | Evento                        | Vincitore         | Leader della Cl. mondiale |
| - | ----------- | -------------- | ----------------------------- | ----------------- | ------------------------- |
| 1 | 20 ottobre  | Valkenburg     | Cauberg Cyclo-Cross           | Lars van der Haar | Lars van der Haar         |
| 2 | 26 ottobre  | Tábor          | Cyklokros Tábor               | Lars van der Haar | Lars van der Haar         |
| 3 | 23 novembre | Koksijde       | Duinencross                   | Niels Albert      | Lars van der Haar         |
| 4 | 22 dicembre | Namur          | Cyclo-cross de la Citadelle   | Francis Mourey    | Lars van der Haar         |
| 5 | 26 dicembre | Heusden-Zolder | Grote Prijs Eric De Vlaeminck | Lars van der Haar | Lars van der Haar         |
| 6 | 5 gennaio   | Roma           | Memorial Romano Scotti        | Niels Albert      | Lars van der Haar         |
| 7 | 26 gennaio  | Nommay         | Cyclo-cross de Nommay         | Tom Meeusen       | Lars van der Haar         |

### Classifica generale
| Pos. | Corridore           | Punti |
| ---- | ------------------- | ----- |
| 1    | Lars van der Haar   | 467   |
| 2    | Philipp Walsleben   | 409   |
| 3    | Niels Albert        | 392   |
| 4    | Kevin Pauwels       | 363   |
| 5    | Francis Mourey      | 340   |
| 6    | Klaas Vantornout    | 321   |
| 7    | Tom Meeusen         | 309   |
| 8    | Bart Aernouts       | 308   |
| 9    | Rob Peeters         | 294   |
| 10   | Thijs van Amerongen | 279   |

## Donne Elite

### Risultati
| # | Data        | Città          | Evento                        | Vincitore         | Leader della Cl. mondiale |
| - | ----------- | -------------- | ----------------------------- | ----------------- | ------------------------- |
| 1 | 20 ottobre  | Valkenburg     | Cauberg Cyclo-Cross           | Marianne Vos      | Marianne Vos              |
| 2 | 26 ottobre  | Tábor          | Cyklokros Tábor               | Katherine Compton | Katherine Compton         |
| 3 | 23 novembre | Koksijde       | Duinencross                   | Katherine Compton | Katherine Compton         |
| 4 | 22 dicembre | Namur          | Cyclo-cross de la Citadelle   | Katherine Compton | Katherine Compton         |
| 5 | 26 dicembre | Heusden-Zolder | Grote Prijs Eric De Vlaeminck | Katherine Compton | Katherine Compton         |
| 6 | 5 gennaio   | Roma           | Memorial Romano Scotti        | Katherine Compton | Katherine Compton         |
| 7 | 26 gennaio  | Nommay         | Cyclo-cross de Nommay         | Marianne Vos      | Katherine Compton         |

### Classifica generale
| Pos. | Corridore             | Punti |
| ---- | --------------------- | ----- |
| 1    | Katherine Compton     | 350   |
| 2    | Nikki Harris          | 284   |
| 3    | Marianne Vos          | 270   |
| 4    | Sanne Cant            | 261   |
| 5    | Helen Wyman           | 214   |
| 6    | Ellen Van Loy         | 190   |
| 7    | Eva Lechner           | 150   |
| 8    | Lucie Chainel-Lefèvre | 145   |
| 9    | Sophie de Boer        | 144   |
| 10   | Pavla Havlíková       | 139   |

## Uomini Under-23

### Risultati
| # | Data        | Città          | Evento                        | Vincitore              | Leader della Cl. mondiale |
| - | ----------- | -------------- | ----------------------------- | ---------------------- | ------------------------- |
| 1 | 20 ottobre  | Valkenburg     | Cauberg Cyclo-Cross           | Michael Vanthourenhout | Michael Vanthourenhout    |
| 2 | 26 ottobre  | Tábor          | Cyklokros Tábor               | Mathieu van der Poel   | Mathieu van der Poel      |
| 3 | 23 novembre | Koksijde       | Duinencross                   | Mathieu van der Poel   | Mathieu van der Poel      |
| 4 | 22 dicembre | Namur          | Cyclo-cross de la Citadelle   | Wout Van Aert          | Mathieu van der Poel      |
| 5 | 26 dicembre | Heusden-Zolder | Grote Prijs Eric De Vlaeminck | Mathieu van der Poel   | Mathieu van der Poel      |
| 6 | 5 gennaio   | Roma           | Memorial Romano Scotti        | Mathieu van der Poel   | Mathieu van der Poel      |
| 7 | 26 gennaio  | Nommay         | Cyclo-cross de Nommay         | Wout Van Aert          | Mathieu van der Poel      |

### Classifica generale
| Pos. | Corridore              | Punti |
| ---- | ---------------------- | ----- |
| 1    | Mathieu van der Poel   | 385   |
| 2    | Wout Van Aert          | 331   |
| 3    | Laurens Sweeck         | 232   |
| 4    | Gianni Vermeersch      | 214   |
| 5    | Tim Merlier            | 187   |
| 6    | Michael Vanthourenhout | 185   |
| 7    | David van der Poel     | 182   |
| 8    | Mike Teunissen         | 174   |
| 9    | Stan Godrie            | 162   |
| 10   | Jens Adams             | 158   |

## Uomini Junior

### Risultati
| # | Data        | Città          | Evento                        | Vincitore       | Leader della Cl. mondiale |
| - | ----------- | -------------- | ----------------------------- | --------------- | ------------------------- |
| 1 | 20 ottobre  | Valkenburg     | Cauberg Cyclo-Cross           | Lucas Dubau     | Lucas Dubau               |
| 2 | 26 ottobre  | Tábor          | Cyklokros Tábor               | Adam Ťoupalík   | Eli Iserbyt               |
| 3 | 23 novembre | Koksijde       | Duinencross                   | Kobe Goossens   | Eli Iserbyt               |
| 4 | 22 dicembre | Namur          | Cyclo-cross de la Citadelle   | Yannick Peeters | Yannick Peeters           |
| 5 | 26 dicembre | Heusden-Zolder | Grote Prijs Eric De Vlaeminck | Adam Ťoupalík   | Yannick Peeters           |
| 6 | 5 gennaio   | Roma           | Memorial Romano Scotti        | Adam Ťoupalík   | Adam Ťoupalík             |
| 7 | 26 gennaio  | Nommay         | Cyclo-cross de Nommay         | Thijs Aerts     | Adam Ťoupalík             |

### Classifica generale
| Pos. | Corridore         | Punti |
| ---- | ----------------- | ----- |
| 1    | Adam Ťoupalík     | 326   |
| 2    | Yannick Peeters   | 296   |
| 3    | Kobe Goossens     | 252   |
| 4    | Thijs Aerts       | 235   |
| 5    | Eli Iserbyt       | 217   |
| 6    | Joris Nieuwenhuis | 210   |
| 7    | Jelle Schuermans  | 203   |
| 8    | Pascal Eenkhoorn  | 175   |
| 9    | Johan Jacobs      | 166   |
| 10   | Lucas Dubau       | 145   |